# Evolution Championship Series
Evolution Championship Series（エボリューション・チャンピオンシップ・シリーズ、略称：EVO）は、コンピュータゲームの1ジャンルである対戦型格闘ゲームのeスポーツ大会の一つ。
特段の事項がない限りは「EVO」という表現を用いる。

## 概要
大会は複数のメイントーナメントとサイドトーナメントで構成されている。種目に使用されるゲームは毎年変わる。
ダブルイリミネーション制を採用しているため、1度負けてもルーザーズブラケットで勝ち続ければ優勝することは可能である。
各トーナメントには賞金が設定されており、参加者の人数によって賞金額が変わるのが特徴。これは参加費用から10ドルが賞金額に割り当てられるためで、当然参加者が多ければ多いほど、その分賞金額も跳ね上がる。
2012年の大会の場合、最も参加者の多かった「スーパーストリートファイターIV アーケードエディション Ver.2012」が25,000USD(約200万円)、最も参加者の少なかった「ソウルキャリバーV」が5,000USD（約40万円）という5倍近い差があった。
EVOでは原則として対戦型格闘ゲームのみを種目とするが、2006年に限り「マリオカートDS」が種目のラインナップに乗ったことがある。
EVOだけでなく、EVO開催時期以前に開催されている他のゲーム大会が事実上のEVOの予選大会を兼ねている。EVOが指定するゲーム大会の上位入賞者に対し、順位に応じてポイントが配分される。そのポイントの獲得数がEVOへの出場権獲得に繋がる。2012年の大会より、ポイントの配分システムが大幅に変更された。
2016年～2018年大会最終日の『ストリートファイターV』の試合はアメリカのスポーツ専門チャンネル「ESPN2」にてライブ中継された。

## 歴史

### 前身
EVOは、Shoryuken.comで働いていたトニー・キャノンによって1995年に カリフォルニア州サニーベールで「Battle by the Bay」という40人制のゲーム大会として初めて開催された。当初は「スーパーストリートファイターII X -Grand Master Challenge-」と「ストリートファイターZERO 2」を種目としていたが、開催地をネバダ州ラスベガスに移し、2002年に「Evolution」という名称に改称し、種目数を増やした。

### 設立後
2003年からは現在の「EVO」という名称が使用されるようになった。
2004年からは、ゲームセンターで使用するような筐体ではなく、家庭用ゲームハード機を用いるようになった。その為、参加者は自分で使い慣れたコントローラー（ゲームパッドを含む）を持ち込めるようになった。
2012年7月8日に、東京・秋葉原にある秋葉原クラークスタジオで「EVO2012 Public Viewing in Japan」（中継観戦イベント）が行われた。
。
2013年より始まった一年を通して行われるカプコンカップにおいて、得点を非常に多く稼げる大会でもある。
2016年は初日の会場に「ラスベガス・コンベンション・センター」、最終日の会場に「マンダレイ・ベイ・イベント・センター」を使用。
2017～2019年は全日程を「マンダレイ・ベイ・イベント・センター」で開催。
2020年は新型コロナウイルスの影響により、オンライン大会「EVO Online」として開催される予定だったが、CEOのジョーイ・クエジャルが性的犯罪の発覚により更迭された。これによりゲーム会社が抗議、参加を拒否する事態となり、大会前日に初の完全中止が発表される異例の事態となった。
2018～2020年では、米国以外での地区開催として「EVO Japan」が日本で開催された。日本での運営は、米国でEVOを開催しているSRKX Productions, LLC.とのパートナーシップ提携の元、松竹ブロードキャスティング等が運営法人を都度設立する形で運営された。
2021年3月19日、ソニー・インタラクティブエンタテインメントが、RTS社と共同で設立した合弁会社を通じてEVOを共同買収。

## 大会結果

### ストリートファイター
明記が「Evolution」になった2002年からの結果を記載。また、2003年など2つの作品が重なる大会の場合は、新しい方のタイトルの結果を記載する。
| 西暦 | 種目                                 | 優勝         | 準優勝           | 3位          | 4位            | 5位                  | 7位                     |
| ---- | ------------------------------------ | ------------ | ---------------- | ------------ | -------------- | -------------------- | ----------------------- |
| 2002 | スーパーストリートファイターⅡ ターボ | Afro Cole    | ヌキ             | Shirts       | Apoc           | xrolento Choiboy     | Watts Jumpsuit Jesse    |
| 2003 | ストリートファイターⅢ 3rd Strike     | K.O          | 梅原大吾         | KSK          | Ino            | hsien Ricky Ortiz    | Mopreme ヌキ            |
| 2004 | ストリートファイターⅢ 3rd Strike     | K.O          | 梅原大吾         | Justin Wong  | ラオウ         | KSK こくじん         | hsien Watts             |
| 2005 | ストリートファイターⅢ 3rd Strike     | ヌキ         | Justin Wong      | にっと       | メスター       | こくじん Ricky Ortiz | MOV RF                  |
| 2006 | ストリートファイターⅢ 3rd Strike     | にっと       | イッセー         | ヌキ         | メスター       | Pyro Lee ときど      | Amir Calipower          |
| 2007 | ストリートファイターⅢ 3rd Strike     | ヌキ         | ときど           | Calipower    | Makoto Mike    | Fubarduck Aznhitler  | Ed Ma Ricky Ortiz       |
| 2008 | ストリートファイターⅢ 3rd Strike     | ヌキ         | Justin Wong      | Amir         | ときど         | Fubarduck JR         | Prodigal Son Watts      |
| 2009 | ストリートファイターⅣ                | 梅原大吾     | Justin Wong      | Ed Ma        | Santhrax       | ShadyK vVv Scrub     | Dan Ricky Ortiz         |
| 2010 | ストリートファイターⅣ                | 梅原大吾     | Ricky Ortiz      | Infiltration | Mike Ross      | GamerBee BLG Vangief | Golden Cen Shizza       |
| 2011 | スーパーストリートファイターIV AE    | ふ～ど       | Brokentier Latif | Poongko      | 梅原大吾       | 金デヴ ときど        | Wolfkrone FlashMetroid  |
| 2012 | スーパーストリートファイターIV AE    | Infiltration | GamerBee         | PR Balrog    | Xiaohai        | 梅原大吾 HumanBomb   | Poongko Dieminion       |
| 2013 | スーパーストリートファイターIV AE    | Xian         | ときど           | Infiltration | PR Barlog      | Sako ハイタニ        | 梅原大吾 GamerBee       |
| 2014 | ウルトラストリートファイターIV       | Luffy        | ボンちゃん       | ふ～ど       | Snake Eyez     | Ricky Ortiz Gackt    | Sako ももち             |
| 2015 | ウルトラストリートファイターIV       | ももち       | GamerBee         | Infiltration | ネモ           | ときど あいあい      | NuckleDu PR Barlog      |
| 2016 | ストリートファイターV                | Infiltration | ふ～ど           | 藤村         | Go1-3151 Eyez  | MOV Li Joe           | ネモ えいた             |
| 2017 | ストリートファイターV                | ときど       | Punk             | かずのこ     | 板橋ザンギエフ | もけ NuckleDu        | MOV Filipino Champ      |
| 2018 | ストリートファイターV AE             | Problem X    | ときど           | ふ～ど       | ガチくん       | Luffy 藤村           | The COOL KID93 Caba     |
| 2019 | ストリートファイターV AE             | ボンちゃん   | BigBird          | Infexious    | 藤村           | iDom まちゃぼー      | きちぱーむ YangMian     |
| 2020 | ストリートファイターV CE             | 中止         | 中止             | 中止         | 中止           | 中止                 | 中止                    |
| 2021 | ストリートファイターV CE             | 本選中止     | 本選中止         | 本選中止     | 本選中止       | 本選中止             | 本選中止                |
| 2022 | ストリートファイターV CE             | カワノ       | iDom             | ガチくん     | ときど         | Oil King 梅原大吾    | Justakid Mister Crimson |
| 2023 | ストリートファイター6                | AngryBird    | MenaRD           | Punk         | ときど         | ハイタニ 翔          | 藤村 ネモ               |
| 2024 | ストリートファイター6                | Punk         | BigBird          | EndingWalker | ももち         | ネモ Zhen            | AngryBird ときど        |

| 結果       | 記録 | 選手                 | 記録 | 選手                              | 記録 | 選手                                    | 記録 | 選手                        |
| ---------- | ---- | -------------------- | ---- | --------------------------------- | ---- | --------------------------------------- | ---- | --------------------------- |
| 優勝       | 3回  | ヌキ                 | 2回  | 梅原大吾 KO Infiltration          | -    | -                                       | -    | -                           |
| 準優勝以上 | 4回  | ヌキ 梅原大吾 ときど | 3回  | Justin Wong                       | 2回  | Punk BigBird ふ～ど GamerBee ボンちゃん | -    | -                           |
| 3位以上    | 5回  | ヌキ Infiltration    | 4回  | JustinWong 梅原大吾 ときど ふ～ど | 3回  | Punk                                    | 2回  | BigBird GamerBee ボンちゃん |
| 7位以上    | 10回 | ときど               | 7回  | 梅原大吾                          | 6回  | Ricky Ortiz ヌキ                        | 5回  | Infiltration                |

| 結果       | 記録 | 国   | 記録 | 国            | 記録 | 国                                              | 記録 | 国                        |
| ---------- | ---- | ---- | ---- | ------------- | ---- | ----------------------------------------------- | ---- | ------------------------- |
| 優勝       | 13回 | 日本 | 2回  | アメリカ 韓国 | 1回  | アラブ首長国連邦 イギリス シンガポール フランス | -    | -                         |
| 準優勝以上 | 22回 | 日本 | 7回  | アメリカ      | 3回  | アラブ首長国連邦                                | 2回  | 台湾 韓国                 |
| 3位以上    | 30回 | 日本 | 13回 | アメリカ      | 6回  | 韓国                                            | 3回  | アラブ首長国連邦 イギリス |
| 7位以上    | 77回 | 日本 | 56回 | アメリカ      | 7回  | 韓国                                            | 5回  | 台湾                      |

### その他タイトル
| ULTIMATE MARVEL VS. CAPCOM 3 |                            |                       | |
| 順位                         | 氏名                       | 登録名                | 使用キャラ                                                                                                 |
| 1                            | ライアン・ラミレス         | coL.CC Filipino Champ | マグニートー／ドーマムゥ／ドクター・ドゥーム マグニートー／ドクター・ドゥーム／フェニックス                |
| 2                            | カーロス・ランデイ         | LxG Infrit            | ノヴァ／スペンサー／センチネル                                                                             |
| 3                            | クリストファー・ゴンザレス | FC NYChris G          | モリガン／ドクター・ドゥーム／豪鬼 ウェスカー／リュウ／ホークアイ モリガン／ドクター・ドゥーム／ホークアイ |
| 4                            | ピーター・ローザス         | coL.CC Combofiend     | ノヴァ／スペンサー／ホークアイ シーハルク／タスクマスター／スペンサー                                      |
| 5                            | セサール・ギロン           | TA Frutsy             | モードック／キャプテン・アメリカ／タスクマスター                                                           |
| 5                            | ジョブ・フィゲロア         | Flocker               | ゼロ／バージル／ホークアイ ゼロ／バージル／ストライダー飛竜                                                |
| 7                            | ジャスティン・ウォン       | EG Justin Wong        | ウルヴァリン／ストーム／豪鬼 スペンサー／バージル／フランク・ウェスト                                      |
| 7                            | ジェイ・ソン               | Y2J                   | ウルヴァリン／スペンサー／マグニートー                                                                     |

| ストリートファイター X 鉄拳（2人制チームバトル） |                          |                               |                       |            |
| 順位                                             | チーム名                 | 選手                          | 登録名                | 使用キャラ |
| 1                                                | Western Wolves           | イ・ソンウ                    | WW.MCZ Infiltration   | ロレント   |
| 1                                                | Western Wolves           | ライアン・アン                | WW.MCZ Laugh          | リュウ     |
| 2                                                | FGTV                     | エドゥアルド・ペレス=フランジ | CVapor PR Balrog      | リュウ     |
| 2                                                | FGTV                     | リッキー・オーティス          | EG Ricky Ortiz        | ルーファス |
| 3                                                | Mad Catz/Razer           | 谷口一                        | MCZ Tokido            | 春麗       |
| 3                                                | Mad Catz/Razer           | 阿井慶太                      | RZR Fuudo             | リュウ     |
| 4                                                | Complexity Cross Counter | ピーター・ローザス            | coL.CC Combofiend     | ジュリア   |
| 4                                                | Complexity Cross Counter | マイク・ロス                  | coL.CC Mike Ross      | マードック |
| 5                                                | TotalHeads               | エガミ・ジョウ                | TH MOV                | リュウ     |
| 5                                                | TotalHeads               | イ・チュンゴン                | TH Poongko            |            |
| 5                                                | Eternal Rivals           | リチャード・グエン            | ER MCZ Richard Nguyen |            |
| 5                                                | Eternal Rivals           | ダリー・ルイス                | SnakeEyes             | ザンギエフ |
| 7                                                | KazBon                   | 井上涼太                      | Kazunoko              |            |
| 7                                                | KazBon                   | 高橋正人                      | Bonchan               | ケン       |
| 7                                                | Algo Cacho               | ビクトル・ドゥアルテ          | Evil_Craa             | リュウ     |
| 7                                                | Algo Cacho               | ルーベン・ポンセ              | Sicario               | ロレント   |

| モータルコンバット（2011年版） |                            |                       |                                                          |
| 順位                           | 氏名                       | 登録名                | 使用キャラ                                               |
| 1                              | カール・ホワイト           | EMP KN Perfect Legend | クン・ラオ                                               |
| 2                              | イマニュエル・ブリトー     | vVv NOS CD Jr.        | カバル、レイン、ジャックス                               |
| 3                              | ブラントリー・マカスキル   | Pig of the Hut        | ケンシ、ミリーナ                                         |
| 4                              | マリク・テリー             | IGL MIT               | ジョニー・ケージ、レプタイル、スコーピオン、ストライカー |
| 5                              | クリスチャン・キレス       | CoCo 4EverKing        | ソニア・ブレイド、クン・ラオ、ケンシ                     |
| 5                              | ジャスティン・エスコバー   | EGP XBlades           | リュウ・カン                                             |
| 7                              | エリジャー・ウィリアムソン | EGP Tyrant            | ジャックス                                               |
| 7                              | マリオ・サコ               | CoCo M2Dave           | フレディー・クルーガー                                   |

| THE KING OF FIGHTERS XIII |                        |                |                                                        |
| 順位                      | Player                 | 登録名         | 使用キャラ                                             |
| 1                         | イ・カンノ             | CafeID MadKOF  | デュオロン／キング／キム／鎮元斎                       |
| 2                         | アルマンド・ベラスケス | IGL Bala       | ビリー／八神庵／シェン／タクマ／ラルフ／クラーク／紅丸 |
| 3                         | シン・ミンス           | CafeID Verna   | 炎を取り戻した庵／デュオロン／キム／シェン             |
| 4                         | ジョン・ピルス         | CafeID Guts    | 斎祀／炎を取り戻した庵／バイス／シェン／Mr.カラテ      |
| 5                         | ホセ・ナバレテ         | vVv TC Romance | キング／紅丸／ユリ／ホア・ジャイ                       |
| 5                         | カン・ミョング         | CafeID Lacid   | アッシュ／京／キム                                     |
| 7                         | レイナルド・タクスアン | AS Reynald     | Mr.カラテ／紅丸／キム                                  |
| 7                         | レン・ヤンヤオ         | Yang Yao Ren   | Mr.カラテ／マチュア／ホア・ジャイ                      |

| ソウルキャリバーV |                        |                  |                          |
| 順位              | Player                 | 登録名           | 使用キャラ               |
| 1                 | ヤナギハラ ナオアキ    | Shining Decopon  | ティラ                   |
| 2                 | ジョーヴィアン・チェン | Shen Chan        | セルバンテス             |
| 3                 | オマー・モハメド       | Something-Unique | ピュラ                   |
| 4                 | ジョナサン・ボー       | Woahhzz          | αパトロクロス            |
| 5                 | イリエ・ミチオ         | CRNA Ruka        | パトロクロス             |
| 5                 | ショーン・パケット     | Xephukai         | パトロクロス、アスタロス |
| 7                 | タカハタ・タケアキ     | Kamaage          | 御剣                     |
| 7                 | ジャン・ムンス         | CafeID Kura      | パトロクロス             |

### サイドトーナメント
EVO 2012 TOURNAMENT OF LEGENDS FINALS
| スーパーストリートファイターII X -Grand Master Challenge- |                     |                   |                                |
| 順位                                                      | Player              | 登録名            | 使用キャラ                     |
| 1                                                         | ? ( 日本)           | Mao               | バルログ                       |
| 2                                                         | ? ( 日本)           | Kusumondo         | エドモンド本田                 |
| 3                                                         | ? ( アメリカ合衆国) | AfroLegends       | ディージェイ、バルログ         |
| 4                                                         | 梅原大吾 ( 日本)    | MCZ Daigo Umehara | バイソン                       |
| 5                                                         | 谷口一( 日本)       | MCZ Tokido        | バルログ                       |
| 5                                                         | ?                   | Damdai            | ケン、サンダー・ホーク、リュウ |
| 7                                                         | ?                   | Marsgatti         | ガイル                         |
| 7                                                         | ?                   | Riz0ne            | バイソン                       |

| バーチャファイター5 ファイナルショーダウン |                           |                 |                |
| 順位                                       | Player                    | Alias           | Characters     |
| 1                                          | ふ～ど ( 日本)            | Fuudo           | 舜帝           |
| 2                                          | キムラ ユウキ ( 日本)     | Shironuko       | エル・ブレイズ |
| 3                                          | 熊田 大幹 ( 日本)         | Itazan0429      | 舜帝           |
| 4                                          | 木皿儀 剛 ( 日本)         | Kissa           | 舜帝           |
| 5                                          | タカハタ タケアキ ( 日本) | Kamaage         | 結城晶         |
| 5                                          | ? ( アメリカ合衆国)       | Gentlemen Thief | ジャン紅條     |
| 7                                          | Ryan Hart ( イギリス)     | Prodigal son    | 影丸           |
| 7                                          | ツチヤ アツシ ( 日本)     | aopai           | パイ・チェン   |